# Črtna koda DNK
Metoda črtne kode DNK, s tujko tudi barkodiranje (iz angleškega izraza DNA barcoding) je metoda prepoznavanja bioloških vrst z uporabo kratkih odsekov DNK iz določenega gena ali genov. Temelji na zamisli, da je s primerjavo z referenčno knjižnico takih odsekov (zaporedij DNK) možno določiti organizem, iz katerega izvira preučevani odsek, do ravni vrste, na podoben način kot čitalec v trgovini določi artikel iz zaloge na podlagi znanih črt črtne kode, katerih zapis primerja z referenčno zbirko podatkov. Te »črtne kode« uporabljajo za določitev neznanih vrst ali delov organizma, katalogiziranje taksonov ali primerjavo s tradicionalnimi taksonomskimi metodami za razmejitev vrst.
Vrste iz različnih skupin organizmov določajo z različnimi regijami DNK. Najpogosteje uporabljena regija za živali in nekatere protiste je del gena za citokrom c oksidazo, podenota I (COI ali COX1) v mitohondrijski DNK. Za glive se uporablja notranji prepisani vmesnik (ITS) ribosomske DNK, za rastline pa gen za encim RuBisCO. Za mikroorganizme se uporabljajo različne regije, na primer 16S RNK za prokarionte in 18S ribosomska RNK za mikrobne evkarionte. Izbira regij temelji na dejstvu, da je znotrajvrstna (intraspecifična) raznolikost njihovih zaporedij manjša od medvrstne (interspecifične) – t. i. vrzel črtnih kod.
Z metodo je možno določiti vrsto po delih organizma, ki z morfološkimi tehnikami niso določljivi, je pa možno pridobiti DNK iz njih. Uporablja se lahko na primer pri odpadlih rastlinskih listih, pelodu, ličinkah žuželk, iztrebkih in celo pri ostankih plena v prebavilu plenilca. Izraz metabarkodiranje DNK se uporablja za postopek določanja vrst organizmov iz vzorca, ki vsebuje več kot en organizem.